# Klurahan (Ngronggot)
Klurahan is een bestuurslaag in het regentschap Nganjuk van de provincie Oost-Java, Indonesië. Klurahan telt 8298 inwoners (volkstelling 2010).